# Schulmädchen-Report: Was Eltern nicht für möglich halten
Schulmädchen-Report: Was Eltern nicht für möglich halten ist ein deutscher Sexfilm aus dem Jahr 1970, der den Erfolg der Report-Filme begründete und der erste Teil der Schulmädchen-Report-Filmreihe ist. Der Film gibt vor, auf dem Sachbuch Schulmädchen-Report zu basieren.

## Handlung
Zu Beginn sind Jugendliche in der Münchner Leopoldstraße zu sehen, die eine weibliche Stimme aus dem Off als „wir, die Mädchen von heute“ vorstellt, die im Unterschied zu den Erwachsenen ehrlich zu sich selbst wären. Zugleich wird darauf verwiesen, dem Film lägen die Protokolle des Sexualreports von Günther Hunold zugrunde, zu dem der Pädagoge Kurt Seelmann, der ehemalige Direktor des Stadtjugendamtes München, das Nachwort geschrieben habe.
Als eine Abiturientenklasse einer Mädchenschule ein Elektrizitätswerk besichtigt, entfernt sich die Schülerin Renate von der Gruppe. Sie kehrt zum Bus der Gruppe zurück und verführt den schlafenden Busfahrer. Die Lehrerin bemerkt das Fehlen des Mädchens und überrascht die beiden beim Sex im Bus. Zurück in der Schule wird eilig eine Schulkonferenz einberufen, die den Schulverweis Renates zum Ziel haben soll. Der Sexualpsychologe Dr. Bernauer schaltet sich in das Gespräch ein und behauptet, die längst überholten Moralvorstellungen von Staat, Kirche und Schule entsprächen keinesfalls mehr den modernen wissenschaftlichen Forschungsergebnissen. Anschließend klärt er die Konferenz anhand von Beispielen über die Sexualmoral der Jugend auf:
Die 15-jährige Barbara hat ein Verhältnis mit ihrem eigenen Stiefvater. Sie erzählt dem Interviewer, das habe bereits mit neun oder zehn Jahren angefangen, während gleichzeitig zu sehen ist, wie sie rittlings nackt auf den Knien ihres zupackenden Stiefvaters sitzt. Susanne nimmt Nachhilfeunterricht in Mathematik und verführt dabei den Tutor. Elisabeth wird beim Masturbieren von ihrer konservativen Mutter erwischt. Marlene verführt den Sportlehrer. Ein Mädchen erzählt dem Kaplan abenteuerliche Sexgeschichten. Mehrere Schülerinnen verführen nachts den Bademeister, der verurteilt wird, nachdem ein Mädchen schwanger geworden ist. Lilo kann erst durch ihre Freundinnen zum Geschlechtsverkehr mit ihrem Bekannten überredet werden. Auf einer Baustelle suchen vier unerfahrene Teenager nach Sexabenteuern.
Unterbrochen werden die Spielszenen von Straßenumfragen, in denen ein Reporter Frauen auf ihre Haltung zu Sex und Masturbation sowie ihre Erfahrungen anspricht. Beeindruckt durch Dr. Bernauers Beispiele ringt sich der Elternbeirat zum Schluss gegen einen Verweis der Schülerin Renate und zur Forderung nach sexueller Freiheit auch für Minderjährige durch.

## Produktionsnotizen
Der Film wurde mit einem Budget von 130.000 D-Mark innerhalb von drei Wochen ohne Ton gedreht und später nachsynchronisiert, wie damals im deutschen Film üblich. Die meisten Darsteller sind unbekannt geblieben.
Produziert wurde von der Rapid Film GmbH, den Verleih übernahm die Constantin Film GmbH. 
Die FSK erteilte dem Film selbst nach einer Reihe von Änderungen lediglich die Freigabe „FSK ab 18“; dazu ließ sie alle „koitalen Bewegungen“ entfernen. Die Uraufführung erfolgte am 23. Oktober 1970. Der Film erreichte über sechs Millionen, nach anderen Angaben über sieben Millionen Zuschauer.

## Beurteilung in den Folgejahren
Die FSK durchsuchte 1970 den Film lediglich auf der Bildebene nach unerlaubten Koitalbewegungen und sonstigen visuellen Grenzüberschreitungen. Eine Aussage der 15-jährigen Barbara gegenüber Dr. Bernauer, die auf sexuellen Kindesmissbrauch hindeutet und dafür Verständnis zeigt, blieb ebenso unbeanstandet wie die saloppe Erzählung der 18-jährigen Irm gegenüber ihrer Freundin Lilo über eine Vergewaltigung im Alter von 15 Jahren.
Die Staatsanwaltschaft München erstattete jedoch Anzeige gegen Unbekannt wegen des Verdachts der Unzucht mit Kindern und lud Autor Günther Hunold als Zeugen vor. Dieser verweigerte die Aussage unter Berufung auf eine von ihm zugesagte Anonymität für seine Interviewpartnerinnen. Er zahlte 500 DM Strafe und legte erfolglos Beschwerde beim Bundesverfassungsgericht ein.
Als 1977 der Film in einer gekürzten Fassung, die die Episode mit dem Kindesmissbrauch nicht enthielt, als Schmalfilm erhältlich wurde, beantragte das Stuttgarter Sozialministerium wegen pornografischer Szenen und einer zu laxen Sexualmoral seine Indizierung. Die Bundesprüfstelle untersagte daraufhin die Werbung für die beiden beanstandeten Schmalfilme. Als 1982 der komplette Film auf Videokassette erschien, folgte die BPS einem Antrag des Jugendamtes der Stadt Ulm, der dem Film vorwarf, die gültige Moral als verlogen und restlos veraltet zu denunzieren. Auf die Vergewaltigungs- und Missbrauchsepisode wurde dabei nur indirekt verwiesen.
Das änderte sich 1995, als der Film der inzwischen gegründeten Freiwilligen Selbstkontrolle Fernsehen vorgelegt wurde. Diese gab ihn für das Fernsehen frei und verlangte nur den Schnitt der Vergewaltigungs- und Missbrauchsszenen wegen „Werteverwirrung und Vermittlung schädlicher Rollenklischees“. 2005 gab die FSK eine geschnittene Fassung ab 16 Jahren frei.
2018 stellte der Rechteinhaber einen Antrag auf Listenstreichung, die Bundesprüfstelle trug den Film allerdings in Teil B der Liste jugendgefährdenden Medien um. Nach Ansicht des Prüfgremiums sei das Kapitel der masturbierenden Elisabeth, die im Film als 15-jähriges Mädchen vorgestellt wird, als jugendpornografisch nach § 184c StGB anzusehen. Das tatsächliche Alter der Darstellerin spiele für diese Entscheidung keine Rolle, da es sich bei objektiver Betrachtung tatsächlich um eine jugendliche Person handeln könne.

## Auszeichnungen
- Goldene Leinwand 1970

## Kritiken
Die Kritiken fielen von Beginn an vernichtend aus, was aber den Erfolg des Films in keiner Weise behinderte. Insbesondere wurde immer wieder der Anspruch des Films, die Jugend von heute auf wissenschaftlicher Grundlage so zu zeigen, wie sie wirklich sei, als verlogen bezeichnet.
In der Süddeutschen Zeitung vom 5. Dezember 1970 schrieb Lore Schaumann, die Norm des Sexualverhaltens, über die der Film informieren wolle, heiße „Kleid runter“. Dies sei „der Punkt, an dem neue Heuchelei entsteht, Sexterror an die Stelle von Repression tritt. Wer will schon von der durch Laiendarsteller und Straßenbefragung erhärteten Norm abweichen. Diesem verlogenen Dokumentationsgehabe setzt das Geschwafel einer Nachrichtensprecher-Stimme von Emanzipation und Gleichberechtigung die Krone auf. Denn natürlich ist dies ein Voyeurfilm mehr, in dem die Frau nur sexuelles Objekt ist.“
Der Katholische Filmdienst kritisierte in seiner zeitgenössischen Stellungnahme, es gebe im Film „keine wissenschaftliche Untersuchung, sondern nur eine manipulierte Propagierung der ‚freien Liebe‘, wobei sich spekulative Bilddrastik mit versteckter Polemik gegen christliche Moralauffassung vermischt.“ Später hieß es dazu: „Alles in allem bieten die Reports, aus historischer Distanz betrachtet, ein trübes Bild von der ‚sexuellen Befreiung‘.“
Der Evangelische Filmbeobachter urteilte 1971, es handle sich um einen deutschen Sex-Film, „der sich vergeblich abmüht, mit Hilfe von Interviews mit 15- bis 20-jährigen Schülerinnen einen dokumentarischen Anstrich zu bekommen. Die Spielszenen – extreme Fälle von Teenager-Liebe zumeist – entlarven das Spektakel als weiteren Voyeur-Film mit der Spekulation auf die volle Kasse.“